# Huntácka dolina
Huntácká dolina (slovensky Huntácka dolina) je chráněný areál v katastrálních územích obcí Podhorany a Žirany v okrese Nitra v Nitranském kraji na Slovensku. Území bylo vyhlášeno v roce 2000 a jeho rozloha je 8,74 ha. Předmětem ochrany fluviálně modelovaná část údolí v jižní části pohoří Tribeč, která dokládá změny formování reliéfu.